# 가시와노하 캠퍼스역
가시와노하 캠퍼스 역(일본어: 柏の葉キャンパス駅, かしわのはキャンパスえき 가시와노하 캰파스[*])은 일본 지바현 가시와시에 있는 철도역이다. 수도권 신도시 철도 쓰쿠바 익스프레스 선의 역이며, 역 번호는 13이다.

## 승강장

### 쓰쿠바 익스프레스
상대식 승강장 2면 2선 고가역.
| 1 | TX 쓰쿠바 익스프레스 | 모리야·쓰쿠바 방면                              |
| 2 | TX 쓰쿠바 익스프레스 | 나가레야마오타카노모리·기타센주·아키하바라 방면 |

난간형 스크린도어가 설치되어 있다.

## 역사
- 2005년 8월 24일: 영업 개시.

## 인접역
| 수도권 신도시 철도 TX 쓰쿠바 익스프레스   | 수도권 신도시 철도 TX 쓰쿠바 익스프레스 | 수도권 신도시 철도 TX 쓰쿠바 익스프레스 |
| ----------------------------------------- | --------------------------------------- | --------------------------------------- |
| 12 나가레야마오타카노모리 아키하바라 방면 | ■ 구간 쾌속                             | 모리야 15 쓰쿠바 방면                   |
| 12 나가레야마오타카노모리 아키하바라 방면 | ■ 보통                                  | 가시와타나카 14 쓰쿠바 방면             |